# Sasha Springer-Jones
Sasha Springer-Jones (* 17. März 1978 in Port-of-Spain als Sasha Springer) ist eine ehemalige Leichtathletin aus Trinidad und Tobago, die sich auf den Sprint spezialisiert hat. 2007 gewann sie mit der 4-mal-100-Meter-Staffel ihres Landes die Bronzemedaille bei den NACAC-Meisterschaften.

## Sportliche Laufbahn
Erste internationale Erfahrungen sammelte Sasha Springer-Jones, die an der University of South Florida studierte, vermutlich im Jahr 2007, als sie bei den NACAC-Meisterschaften in San Salvador in 11,55 s den fünften Platz im 100-Meter-Lauf belegte und mit der 4-mal-100-Meter-Staffel in 43,98 s gemeinsam mit Ayanna Hutchinson, Nandelle Cameron und Fana Ashby die Bronzemedaille hinter den Teams aus Jamaika und den Vereinigten Staaten gewann. Anschließend schied sie bei den Panamerikanischen Spielen in Rio de Janeiro mit 11,46 s im Halbfinale über 100 Meter aus und belegte mit der Staffel in 44,33 s den siebten Platz. Daraufhin erreichte sie bei den Weltmeisterschaften in Osaka das Viertelfinale, in dem sie mit 11,56 s ausschied. Im Jahr darauf siegte sie mit der Staffel mit neuem Landesrekord von 43,43 s bei den Zentralamerika- und Karibikmeisterschaften in Cali und nahm anschließend an den Olympischen Sommerspielen in Peking teil. Dort schied sie über 100 Meter mit 11,71 s im Viertelfinale über 100 Meter aus und kam mit der Staffel im Vorlauf nicht ins Ziel. 2009 gewann sie bei den CAC-Meisterschaften in Cali in 43,75 s die Bronzemedaille mit der Staffel hinter den Teams aus Saint Kitts and Nevis und Kolumbien. Im Jahr darauf gelangte sie bei den Zentralamerika- und Karibikspielen in Mayagüez mit 45,01 s auf Rang fünf im Staffelbewerb. Sie setzte ihre aktive Karriere bis ins Jahr 2016 fort und beendete diese dann im Alter von 38 Jahren.
2007 wurde Springer-Jones trinidadisch-tobagische Meisterin in der 4-mal-100-Meter-Staffel.

## Persönliche Bestzeiten
- 100 Meter: 11,31 s (+1,5 m/s), 23. Juni 2007 in Port-of-Spain
  - 60 Meter (Halle): 7,42 s, 8. Februar 2002 in Indianapolis